# Brants frikår
Brants frikår (Brant’s Volunteers) var en frikår bildad av mohawken, kapten Joseph Brant, vilken bestod av amerikanska lojalister och mohawkiska krigare. Kåren bedrev ett intensivt och blodigt partisankrig riktat mot den patriotiska befolkningen i Mohawkdalen och Schoharie; de områden där både de amerikanska och mohawkiska medlemmarna av frikåren kom från.

## Tillkomst
Brants frikår bildades på våren 1777 av amerikanska och mohawkiska lojalister som tvingats fly från sina hem i Mohawkdalen. Frikåren var inte officiellt erkänd av de brittiska militära myndigheterna utan underhölls genom att Brant personligen avlönade, utrustade och underhöll dess medlemmar. Till slut medgav dock den brittiske militärbefälhavaren att de skulle få proviantera vid kronans förplägnadsmagasin.
Lojalistiska frikårer kallades under det amerikanska frihetskriget för Associators, därför att de bestod av lojalister som spontant hade associerat sig till eget skydd och till kamp för kronan. Eftersom de inte var erkända eller avlönade brukade de förhålla sig avskilda från de brittiska och lojalistiska truppförbanden. De opererade efter eget skön och deras insatser drevs inte sällan efter behovet att rekvirera förnödenheter från den fientliga befolkningen. På grund av sin självständiga ställning förekom det slitningar mellan frikårerna och de brittiska militära cheferna.
När Joseph Brant bildade sin frikår var Irokesförbundet och den mohawkiska nationen fortfarande inställd på att försöka förhålla sig neutrala i kampen mellan kronan och kolonierna. Brant agerade emellertid inom ramen för det irokesiska samhällets traditioner, när han använde sina familjeförbindelser och sin övertalningsförmåga för att skapa en styrka som agerade mot de irokesiska sachemernas fastställda politik. Han fick stöd av stora delar av det mohawkiska samhället och dessutom av många oneida och mohikaner. Brant hjälpte amerikanska lojalister på flykt och många av dem anslöt sig till hans frikår istället för att fortsätta till Kanada och ta värvning i ett officiellt organiserat lojalistförband.

## Insatser

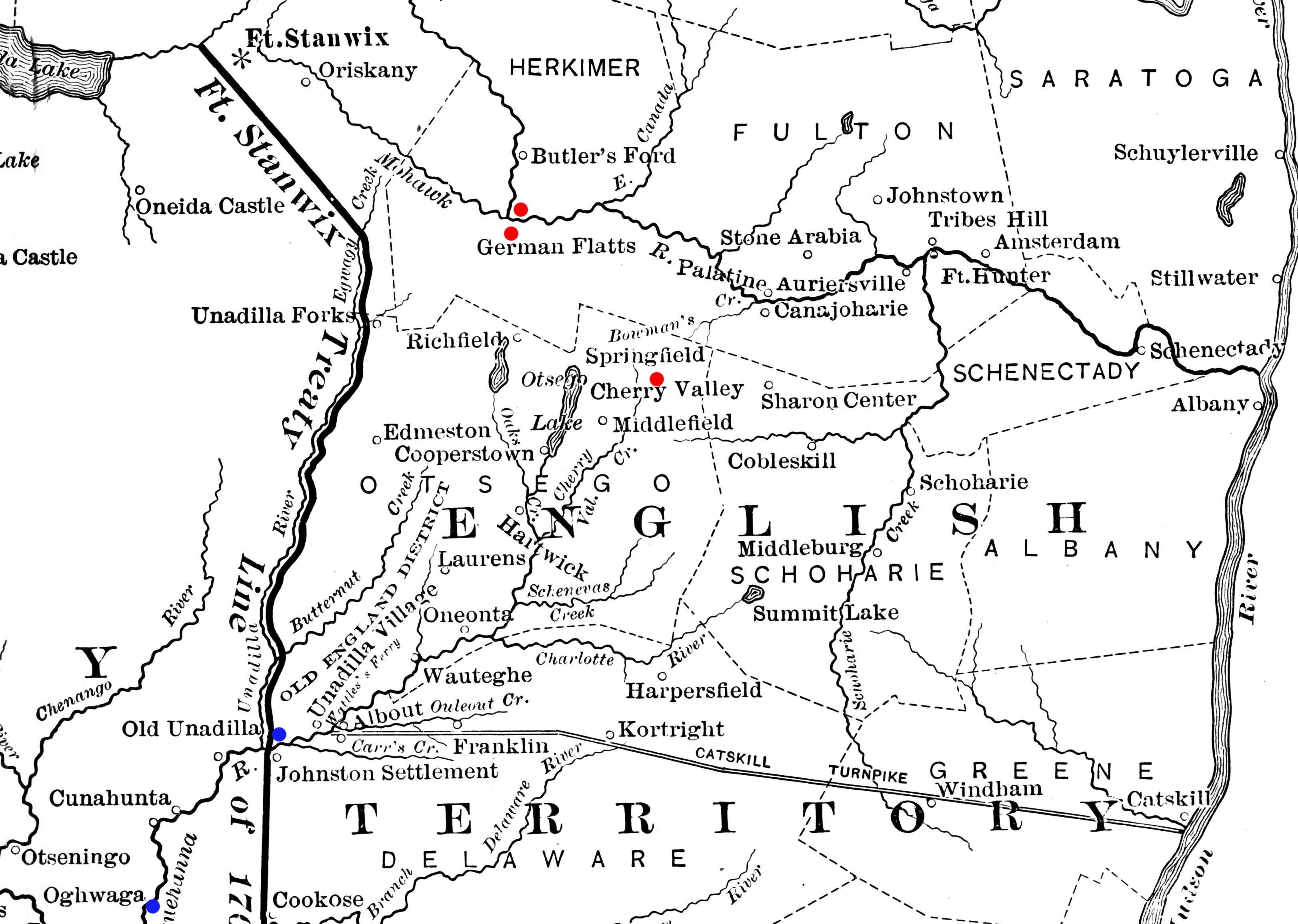
Karta över området där Brants frikår bedrev sina operationer.

Under kriget verkade Brants frikår framförallt som en strövkår vilken angrep patriotiska gårdar och samhällen i Mohawkdalen och längs Fort Stanwix-linjen i New York. Bland dess krigsföretag kan nämnas överfallet på Cobleskill den 30 maj 1778 och överfallet på German Flatts den 17 september 1778 (tillsammans med Butler’s Rangers). Men kåren deltog även i större militära operationer och vann segrar i slaget vid Oriskany den 6 augusti 1777 och i slaget vid Minisink den 22 juli 1779. Den led nederlag i slaget om Newtown den 29 augusti 1779 och i slaget vid Klock's Field den 19 oktober 1780.  

## Avveckling
Frikåren upphörde att verka, när den mohawkiska nationen efter kriget lämnade Förenta Staterna och slog sig ned på mark som upplåtits till dem i Kanada av den brittiska kronan. 